# Heterocarpus grimaldii
Heterocarpus grimaldii es una especie de crustáceo decápodo de la familia Pandalidae.

## Distribución geográfica
Se distribuye por el océano Atlántico oriental central y meridional.